# Џибути на Светском првенству у атлетици у дворани 2012.
Џибути је други пут учествовао на Светском првенству у атлетици у дворани 2012. одржаном у Истанбулу од 9. до 11. марта. Репрезентацију Џибутија представљао је један такмичар, који је се такмичио у трци на 1.500 метара.
Џибути није освојио ниједну медаљу али је постигнут национални рекорд. У табели успешности према броју и пласману такмичара који су учествовали у финалним такмичењима (првих 8 такмичара) Џибути је са 1 учесником у финалу делио 35. место са 4 бода.
| Плас. | Земља  | 1. место | 2. место | 3. место | 4. место | 5. место | 6. место | 7. место | 8. место | Бр. финал. | Бод. |
| ----- | ------ | -------- | -------- | -------- | -------- | -------- | -------- | -------- | -------- | ---------- | ---- |
| =35.  | Џибути | 0        | 0        | 0        | 0        | 1        | 0        | 0        | 0        | 1          | 4    |

## Учесници
Мушкарци:
- Ајанле Сулејман — 1.500 м

## Резултати

### Мушкарци
| Атлетичар       | Дисциплина | Лични рекорд | Полуфинале     | Полуфинале | Финале   | Финале | Детаљи |
| Атлетичар       | Дисциплина | Лични рекорд | Резултат       | Место      | Резултат | Место  | Детаљи |
| --------------- | ---------- | ------------ | -------------- | ---------- | -------- | ------ | ------ |
| Ајанле Сулејман | 1.500 м    |              | 3:39,51 КВ, НР | 3. у гр. 2 | 3:47,35  | 5 / 23 |        |